# Комунистичка партија Литваније
Комунистичка партија Литваније (литв. Lietuvos komunistų partija, рус. Коммунистическаа партиа Литв) је била  политичка партија која је деловала у Литванији. Партија је основана почетком октобра 1918. и деловала је тајно све док није легализована 1940. након совјетске инвазије и окупације. Партија је забрањена у августу 1991, након покушаја државног удара у Москви, који је касније довео до распада Совјетског Савеза и укидања Литванске ССР.

## Историја
Комунистичка партија Литваније основана је 14. августа 1918. године у Вилњусу. Формирана је од радикалне фракције Социјалдемократске партије Литваније, на начин сличан формирању многих других комунистичких партија тога времена. Први је конгрес КПЛ одржала у Вилњусу 15. септембра 1918. године. Конгрес је био илегалан јер се Вилњус тада налазио под контролом контрареволуционарних пољских снага. Убрзо након стварања Литванско-Белоруске ССР почетком 1919. године, КПЛ је спојена с Комунистичком партијом Белорусије, чиме је службено настала Комунистичка партија Литваније и Белорусије. Укидањем Литванско-Белоруске ССР у јулу 1919. и потпуним совјетским поразом на литванском фронту КПЛБ је изгубила смисао постојања и поновно се подиелила на литванску и белоруску партију у новембру 1920. године.
Партија је илегално радила од 1920. до 1940. за време независне Литваније. Иако је била илегална, неки њени чланови су учествовали на парламентарним изборима у Литванији 1922. под називом „Радничке групе”. Успела је да прикупи 5,0 одсто гласова (или око 40.000 гласова) и изабере пет чланова. Због политичке нестабилности, Сејмас је распуштен и нови избори су одржани 1923. године. На овим изборима партија је изгубила половину подршке.
Након совјетског пораза у Литванском рату за независност, КПЛ је била присиљена на илегалност. Бројно јој је стање варирало између неколико стотина и неколико хиљада чланова, те је због своје малобројности остала на рубу литванске политичке сцене. КПЛ је накратко легализована након парламентарних избора 1926. године, но војним је ударом неколико месеци касније поновно стављена ван закона, заједно са свим осталим левичарским странкама. Комунистичка је партија била предводница борбе против нове ауторитарне националистичке власти и за ту је сврху тражила помоћ суседног Совјетског Савеза.
Године 1940, након совјетске инвазије балтичких република, партија се удружила са Комунистичком партијом Совјетског Савеза. У време формирања Литванске ССР, Комунистичку партију Литваније  је предводио Антанас Сњечкус. 1940. ЛКП се спаја са КПСС (б). Територијална организација партије у Литванији звала се Комунистичка партија Литваније (бољшевика) (ЛКП (б). У литванској територијалној организацији, први секретар Централног комитета партије (увек Литванац) био је де факто владар земље. Други секретар већи део совјетске ере био је Рус којег је именовала Москва.
Од 1941. године, ЛКП је руководила снагама Литванске ССР током Другог светског рата у отпору нацистичкој окупацији. Предводила је партизански покрет на окупираној територији са 92 одреда у којима је било 10.000 бораца. Након рата руководство партије је радило на обнови уништене привреде и спровело аграрну реформу.
Године 1952. поново је усвојен назив старе литванске партије ЛКП. Године 1973. имала је 131.539 чланова, а 1980. године 165.800 чланова.
Дана 24. децембра 1989, током масовних протеста Певајуће револуције против Совјетског Савеза у Литванији, партија се прогласила независном од Комунистичке партије Совјетског Савеза. До 1990. године, главнина партије се реорганизовала у Демократску радничку партију Литваније, која се до 2001. спојила са Социјалдемократском партијом Литваније под њеним именом, али са руководством којим доминирају бивши комунисти.
Мали део партије остао је лојалан КПСС и реорганизован је у Комунистичку партију Литваније („на платформи Комунистичке партије Совјетског Савеза“) под вођством Миколаса Буроквичијуса након што је „традиционална“ партија прогласила независност од своје совјетске партије. Партија је одиграла велику улогу у јануарским догађајима у Литванији 1991. године.
Комунистичка партија Литваније је забрањена 23. августа 1991. године.

## Секретари партије
- Пранас Ејдукевичијус (1918—1919)
- Винцас Мицкевичијус—Капсукас (1919—1920)
- Каролис Пожела (1923—1926)
- Антанас Сњечкус (1936—1974)
- Валериј Хазаров (в.д. 1974)
- Петрас Гришкевичијус (1974—1987)
- Николај Миткин (в.д. 1987)
- Рингаудас Сонгајла (1987—1988)
- Алгирдас Бразаускас (1988—1990)
- Миколас Бурокевичијус (1990—1991)